# Хубсуґул
Хубсуґу́л (Хувсугул-Нур, монг. Хөвсгөл нуур, Khövsgöl nuur, Köbsügül naɣur; також має назву Khövsgöl dalai (Хөвсгөл далай або Dalai Eej (Далай ээж) — тектонічне озеро, друге за розмірами в Монголії. Озеро є залишком великої водойми, що існувала тут в льодовиковий період. Льодовики в той час спускались з гір далеко вниз, танули в міжгірних улоговинах, де і утворилась велетенська водойма.
- Висота над рівнем моря 1624 м;
- Площа 2620 км²;
- Глибина до 238 м.

Хубсугул знаходиться на північному заході Монголії поблизу кордону з Росією, біля підніжжя Східних Саян. Є другим за об'ємом прісноводним озером в Азії, і містить майже 70% прісної води Монголії та 0,4% усієї прісної води у світі. Селище Хатгал розташоване на південному узбережжі озера.
Має порівняно невелике сточище і невеликий водоскид. З півдня витікає річка Егійн-Гол яка через Селенгу скидає води в Байкал. Витікаючи з озера, річка проходить шлях 1000 км і спускається на 1200 м. Пряма відстань між озерами всього 200 км. Узбережжя озера є південним кордоном великої Сибірської тайги, в якій домінує модрина сибірська (Larix sibirica).
В озеро впадає 96 річок і струмків. Замерзає з грудня по травень. Судноплавне, є частиною транспортного шляху з Росії (Іркутська область) в Монголію. Пристані Хатгал (на півдні) та Ханх (на півночі). В районі Хубсугула відкриті поклади фосфоритів.
Район озера є національним парком, який суворо охороняється, будучи перехідною зоною між центральноазійським степом і сибірською тайгою. У парку мешкає багато диких тварин: гірський козел, архар, лось, вовк, росомаха, кабарга, бурий ведмідь, соболь, в озері живуть дев'ять видів риб (ленок, харіус).
Озеро Хубсугул — одна з визначних туристичних пам'яток Монголії. У 2007 р. на півночі озера в районі Ханха було 5 туристичних баз, а на півдні озера в районі Хатгала — 29.
Щорічно озеро замерзає наприкінці листопада, крига має товщину до 1,4 м, скресати лід починає в травні і закінчує на початку червня. Температура води коливається в межах 10–14 °C. Але в бухтах вода прогрівається до вищих температур.
Озеро Хубсугул і Дархадська улоговина — це незаймані куточки дикої природи. Справжній інтерес викликає іхтіофауна озера Хубсугул. Тут живе багато видів риб. Для монголів риба є символом вічності, тому вони не вживають її в їжу. Завдяки цьому Хубсугул тисячоліттями проіснував без втручання людини як закрита екосистема. У Хубсугулі водяться таймень, ленок, харіус, минь тощо.